# Autovía A-91
La autovía Puerto Lumbreras-Vélez Rubio o A-91 es la carretera que sirve de continuación de la autovía autonómica andaluza A-92N (norte) a partir de la localidad de Vélez-Rubio (Almería), hacia el este hasta la localidad de Puerto Lumbreras (Murcia) donde enlaza con la A-7 (autovía del Mediterráneo). Recorre únicamente la provincia de Murcia. Sirve para comunicar Murcia y en general la costa de Levante con Granada y Sevilla.

## Tramos
| Denominación | Tramo                                    | Kilómetros | Año servicio |
| ------------ | ---------------------------------------- | ---------- | ------------ |
| A-91         | Puerto Lumbreras A-7 - Vélez Rubio A-92N | 16         | 1997         |

## Salidas
| Velocidad | Esquema | Salida | Sentido Puerto Lumbreras                   | Sentido Granada                | Carretera     | Notas |
| --------- | ------- | ------ | ------------------------------------------ | ------------------------------ | ------------- | ----- |
|           |         |        | A-91                                       | A-92N                          |               |       |
|           |         |        | Puerto Lumbreras 18 Murcia 105 Elche 153   | Baza 80 Granada 173 Málaga 293 | A-91 A-92N    |       |
|           |         |        |                                            |                                |               |       |
|           |         |        | Vía de servicio                            |                                | N-342a        |       |
|           |         | 6      | La Parroquia Henares                       | La Parroquia Henares           | N-342a        |       |
|           |         | 9      |                                            | Vía de servicio                | N-342a        |       |
|           |         | 14     | Puerto Lumbreras (centro urbano)           |                                | N-342a        |       |
|           |         |        | Rambla de los Pallareses                   | Rambla de los Pallareses       |               |       |
|           |         | 16     | Puerto Lumbreras sur Huércal Overa Almería |                                | E-15 A-7      |       |
|           |         |        | Lorca 20 Murcia 87 Elche 135               | Baza 98 Granada 190 Málaga 310 | E-15 A-7 A-91 |       |
|           |         |        | E-15 A-7                                   | A-91                           |               |       |